# マーガレット (Chiaki & Fruits Flowersの曲)
「マーガレット」は、Chiaki & Fruits Flowers（千秋）のシングル。

## 概要
ポケットビスケッツとして活動中にリリースした、ソロ・シングルである。
出荷枚数は33万枚。推定売上枚数は12万1690枚（オリコン調べ）。
- ジャケット写真にはFruits Flowersのメンバーとされる万秋（まあき）と百秋（もあき）の姿も映っているが、いずれも千秋の写真を加工したものであり、実際には千秋の多重録音による一人三重唱である。
- CD版とは歌詞が一部異なるがオロナミンCのCMソングのタイアップがつき、約半年間放送された。千秋自身は大の阪神タイガースファンだが、当時のオロナミンCのCMは読売ジャイアンツの選手（斎藤雅樹など）が出演していた。
- 同日発売のUDOの「まごころ」と同じく、ポケットビスケッツの作曲・編曲を手掛けるパッパラー河合が関わっていない。
- 発売時期はポケットビスケッツ名義のシングル5作目「POWER」と、6作目「Days/My Diamond」の間である。

## 収録曲
1. マーガレット (4:00)
作詞:CHIAKI、作曲:大野宏明、編曲:ウエストサイダーズ
2. Strawberry (4:50)
作詞:CHIAKI、作曲:田辺恵司、編曲:田辺恵司

## 収録アルバム
- THANKS （#1）
- THANKS 20th Edition 〜Pocket Biscuits Single Collection+（#1、#2）